# علي عدنان جياد
علي عدنان جياد (ولد في 15 فبراير 1992) هو لاعب كرة يد عراقي يلعب لصالح نادي الشرطة العراقي ومنتخب العراق لكرة اليد , مركز اللاعب ضارب خلفي ايسر .
حصل على لقب الدوري العراقي مع اندية نفط البصرة والشرطة العراقي , شارك مع منتخب العراق في العديد من البطولات, تم استدعاء اللاعب مع منتخب العراق في بطولة اسيا في السعودية 2022 وبسبب الاصابة لم يلتحق بالمنتخب, شارك مع منتخب العراق في دورة الالعاب الاسيوية جاكارتا 2018, جدد عقده مع الشرطة للموسم الخامس تواليا.